# نری پومپیدو
نری پومپیدو (اسپانیایی: Nery Pumpido‎؛ زادهٔ ۳۰ ژوئیهٔ ۱۹۵۷) مربی فوتبال و دروازه‌بان پیشین آرژانتینی است که در دو جام جهانی برای تیم ملی فوتبال آرژانتین بازی کرده است. برادرزاده او، فاکوندو پومپیدو نیز بازیکن فوتبال است.